# 吉田和史
吉田 和史（よしだ かずふみ、1977年8月11日 - ）は、宮古テレビの元アナウンサー。

## 来歴・人物
愛知県小牧市出身。血液型はO型。身長170cm。愛称は カーくん、カズシ、くぼりん、ヨッシー、よっちゃん、よしざわ、キリスト等。小牧市立小木小学校、小牧市立北里中学校、名古屋市立菊里高等学校、青山学院大学経済学部卒業。
2001年4月、株式会社情報企画に入社。その後、東京アナウンスセミナーに通った。
2007年、沖縄県宮古島市に本社を置くケーブルテレビ局・宮古テレビに入社。同期入社のアナウンサーは、前里美穂。
2013年4月の人事異動でアナウンス業務から「ほぼ」外れ、前職のシステムエンジニアの経験を生かした部署に異動した。
2017年からは報道記者兼アナウンサーとなった。
2020年3月31日、宮古テレビを退社した。今後は故郷の愛知県に戻り、フリーアナウンサーとして活動することを表明している。

## エピソード
- 高校時代は陸上部に所属。「走っている最中にセミがとまった」
- 大学時代はテニスサークルの部長として活躍。ただし、プレーヤーとしての実力はなく、4年間未勝利。試合中、ボレーをしたボールがラケットに挟まることが多々あった。
- かつて髪を肩まで伸ばしていた。毎朝のブロー時間は約40分。本人は江口洋介のつもりだったが、周囲は武田鉄矢、もしくは風貌からイエス・キリストだと思っていたとのこと。インパクトのある外見は学内で有名だったため、学生証を落とした時もすぐに手元に戻ってきた。
- 1998年、アメリカ横断ウルトラクイズに出場したものの、1回戦（東京ドーム）で敗退。
- 会社員時代は課長にスピード出世。男性女性問わず、気持ちを挿れて熱く語る昭和スタイルの指導力に上司の評価が高かった。退職後も昔の部下の家に宿泊するなど、関係は現在も続いている。
- 宮古テレビアナウンサー時代はトライアスロンや三味線に挑戦。学生時代から続いているサーフィン以外の趣味を広げる。
- 三味線は、宮古民謡保存協会新人賞、第4回なりやまあやぐまつり本選出場、宮古民謡保存協会優秀賞などすぐにその才能を発揮。
- トライアスロンは、2010年4月18日開催の第26回全日本トライアスロン宮古島大会に参加し、13時間25分50秒で完走を果たした。2011年はレポーターを担当。
- 姉と兄がいる。
- 納豆が好物だが、焼きそばが主食。
- 座右の銘は「止まれは止まれ」。

## 担当した番組
- MTVモーニング - メインキャスター
- MTVニュースライナー
- 週刊テレビあがんにゃ - メインキャスター
- 一カメスポーツ実況